# Ross Roy (de Haan)
Ross Roy ist eine Komposition des niederländischen Komponisten Jacob de Haan aus dem Jahre 1997. Sie gehört zu den Originalkompositionen für Blasmusik und wurde im niederländischen Musikverlag „De Haske“ veröffentlicht. Das Stück taucht häufig im Konzertprogramm von Blasorchestern auf, auch im Amateurbereich.

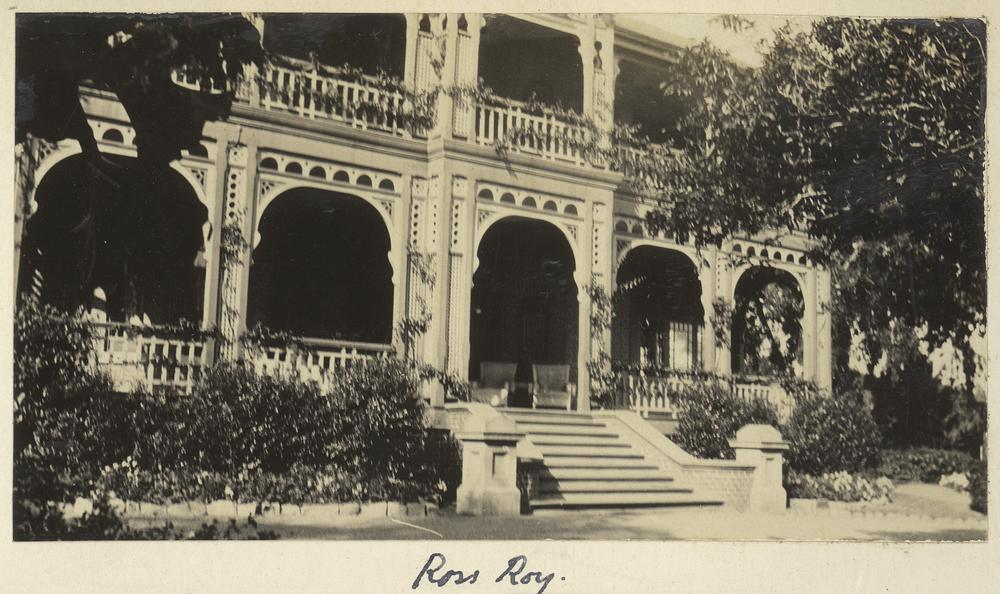
Die Villa Ross Roy 1929

## Geschichte
Ross Roy entstand als Auftragskomposition für das Schulorchester des St. Peters Lutheran College in Brisbane. Diese Schule wurde 1945 gegründet und ist in einer monumentalen Villa beheimatet, die den Namen Ross Roy trägt. Diese Villa blieb immer gleichermaßen Symbol für die darin beheimatete Schule. Die Uraufführung des Werkes fand am 22. August 1997 unter der Leitung des Komponisten in Brisbane statt.

## Beschreibung
De Haan selbst bezeichnet sein Stück als ein Werk voller Metaphern. Ein monumentales Anfangsthema, das sogenannte „Ross-Roy-Thema“ erklingt immer wieder, so ab den Takten 3, 54 und 67. Der Komponist will damit einerseits die monumentale Erscheinung der Villa, aber auch die für ihn ein „Monument der Zeit“ darstellende entscheidende Bedeutung der Schulzeit für das weitere Leben in Töne fassen. Die Variation des Themas ab Takt 54 ist humorvoll und leicht gestaltet und soll die „bright side of life“, die schöne Seite des Lebens in und um die Schule, den Humor und das Lachen der Schüler darstellen, während die langsamere, stattliche Version des Themas ab Takt 67, nun in Dur gesetzt, Stolz und Selbstvertrauen, das in der Schule erworben wird, zum Ausdruck bringt.
Im „Tempo di Marcia“ stellt de Haan symbolisch die Struktur und Disziplin dar, die in der Schule herrscht (ab Takt 15 und 30). Weitere Themen im selben Tempo erscheinen ab Takt 171, wo orientalisch anmutende Klänge die Vielfalt der Kulturen in der Schullandschaft darstellen sollen und im Schlussteil ab Takt 182, der an eine klassische Ouvertüre erinnert und mit dem der Komponist die Schuljahre als „Ouvertüre zum Rest des Lebens“ darstellen will.
Ein zweimal wiederkehrender Zwischenteil (ab den Takten 93 und 119) ist ausdrucksstark und melodisch und will „Liebe, Freundschaft und Verständnis“ der im Schulleben miteinander agierenden Personen ausdrücken.